# ケータイ補償サービス
ケータイ補償サービス（けーたいほしょう さーびす）とは、株式会社NTTドコモが2022年8月31日以前に発売のFOMA(フォーマ・3G)・Xi(クロッシー・4G)・5G(ファイブジー) に対応した機種が画面割れ・液漏れ、紛失・盗難、全損、水没などのトラブルが発生した日から３０日以内に限り、機種によって交換端末が5,500円（税込）から12,100円（税込）の負担金で基本的には、同一機種・同一カラーの携帯電話（リフレッシュ品・リフレッシュB品・DOCOMO Certified）又は、在庫状況によってはドコモが指定する機種・カラーを当日から2日以内に配送する補償サービスである。　
交換電話機（リフレッシュ品等）の提供:
故障や水濡れ、紛失などのトラブル時に、原則として、同一機種・同一カラーの交換電話機（リフレッシュ品・リフレッシュ品B・docomo Certified）を交換受付日から当日から2日以内に指定住所やドコモショップに配送します。また、My docomo・ドコモサイト・ahamoサイトから申込みした場合、契約住所（ドコモに登録する住所）に配送します。また、上記のサイトからお手続きをされた場合、Web割（10%割引）が適用されます。契約内容や状況などによっては電話でのお手続きのみとなります。
・リフレッシュ品は、お客さまより回収した電話機に外装の新品交換、品質の確認を行った上で、新品同様の状態に初期化した電話機。
リフレッシュB品は、お客さまより回収した電話機のうち、ドコモが定める基準を満たし、外側カバーの交換をせずにクリーニングを行い、データを消去し、ソフトウェアを初期化した電話機。
- 端末によっては動作に支障のない程度の生活傷などが見受けられる場合がございます。

修理代金サポート:
預かり修理やオンライン修理などの修理対応が可能な場合、修理費用の一部をサポートおり、保証対象外の破損・故障時も修理代金の上限が3,300円（税込）までとなる、「修理代金サポート」をご案内します。
- デュアルスクリーン搭載機種の修理代金については、本体とデュアルスクリーンのいずれも本サービスの対象となりますが、それぞれに修理代金上限3,300円（税込）がかかります。

- iPhoneは修理代金上限5,500円（税込）となります。
- オンライン修理
- 預かり修理

データ復旧サポート:
故障などでデータが消えてしまった場合に、データ復旧サービスの割引が受けられます。
ドコモショップ初期設定サポート

## 概要
携帯電話を全損、紛失した際などに、NTTドコモのケータイ補償サービスセンターへ電話をかければ、翌日か翌々日に、同一機種、同一色の新品同様の携帯電話が配送されるサービスである。通常、水没・全損の場合は修理が出来ず買い直しになるが、当サービスの利用者は本人負担額の支払いだけで済む。バリューコース開始以前は0円でも携帯電話を購入することができたが、2007年秋のバリューコース導入により、携帯端末の単価が上がったため、本サービスを利用する人が増えている。また本サービスはアシュリオンジャパンという同様のサービスに実績のあるアメリカの保険会社が業務を受託している。
月額利用料
機種に応じて280円または380円（2011年2月1日以降新たに本サービスに加入した場合および2011年1月31日までに既に本サービス加入中で機種変更などにより補償対象電話機を変更した場合）
バリューコースとケータイ補償サービスの双方を初めて契約した時、31日間無料
申込までの日数
FOMA、Xi対応機種ご購入日を含め14日以内の申込が必要で、ドコモプレミアクラブの会員である必要がある。
補償回数
年2回まで
本人負担額
1回目：5,000円、2回目：8,000円
全損、水没機
NTTドコモへ返送する。返送しない場合40,000円(税抜)の違約金がかかる。
申込方法
iモード、インフォメーションセンター、ドコモショップでの申込
その他補償
プレミアクラブ安心サポートが適用される。

### 継続利用特典
2年以上同一機種で本サービスを継続して利用し、かつ機種変更を行う際、以下のドコモポイントを得ることができる。
- 紛失、水没等がなく、補償を受けなかった場合：1,000または2,000ポイント
- サービスの利用があった場合：なし

## 歴史
- 2006年7月1日 サービス開始
- 2007年11月26日 月額利用料を525円から315円に値下げ
- 2008年8月9日 利用者数が1,000万人を達成
- 2009年1月15日 利用者数が1,500万人を達成
- 2009年7月1日 利用者数が2,000万人を達成
- 2010年1月1日 初回契約時の無料期間を、初月を含む3ヶ月間から30日間無料に見直し
- 2010年2月16日 利用者数が2,500万人を達成
- 2010年12月21日 利用者数が3,000万人を達成
- 2010年12月24日 Xi をサービスの対象に追加
- 2011年2月1日 月額利用料が一律315円から機種に応じて294円または399円に変更（新規契約、機種変更をした場合のみ）
- 2012年1月1日 2年継続利用し機種変更する際、補償を受けなかった場合のみ2,000ポイントに見直し
- 2014年11月1日 2年継続利用し機種変更する際、補償を受けなかった場合のみ1,000ポイントに見直し